# Masacre de Batepá

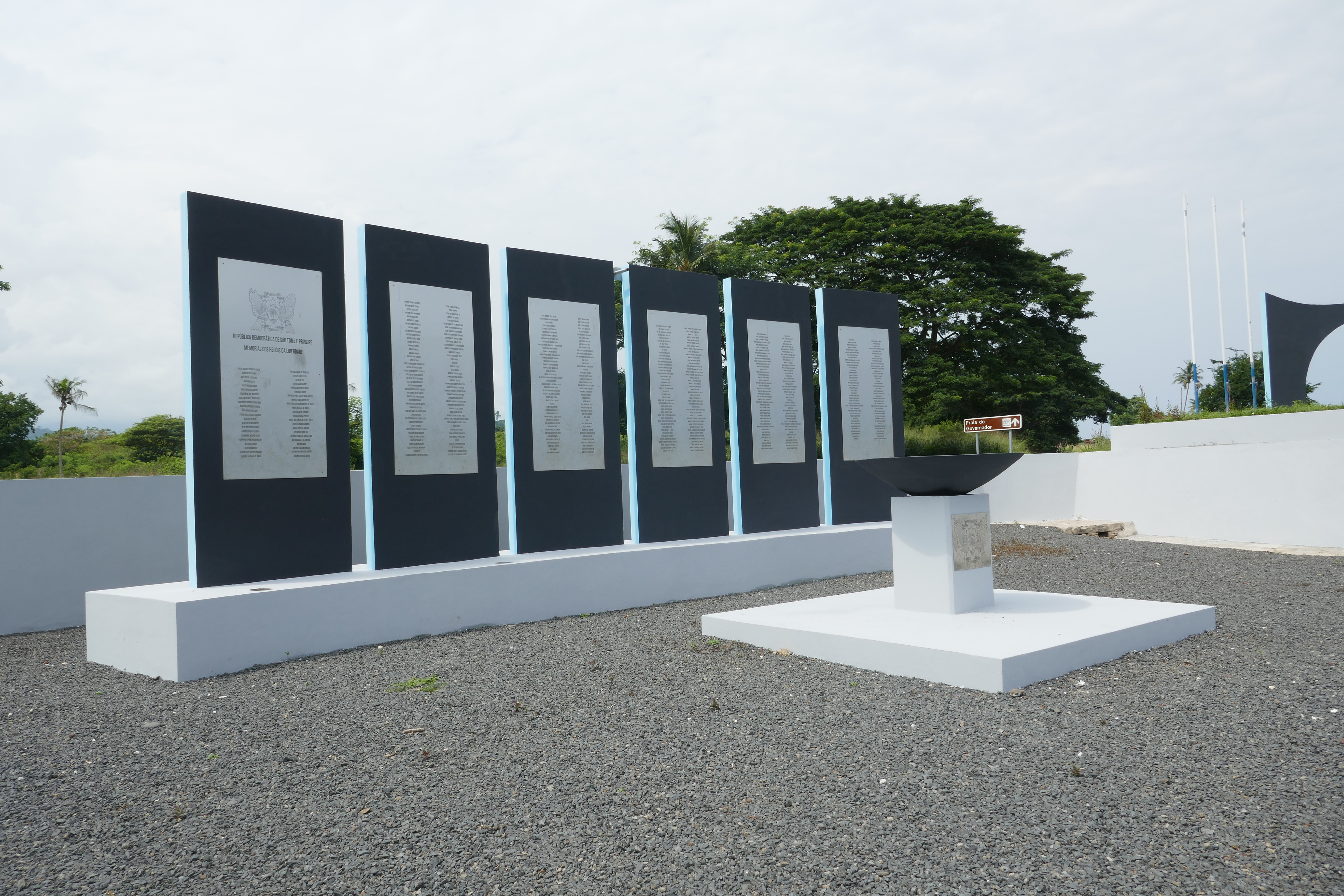
Monumento de la masacre, erigido en 2015 en la playa de Fernão Dias, São Tomé.

La Masacre de Batepá (del portugués coloquial "Bate-Pá!") tuvo lugar en Santo Tomé y Príncipe el 3 de febrero de 1953, cuando, a mando del exgobernador general portugués, el coronel Carlos de Sousa Gorgulho (1945-1948), los propietarios portugueses de tierras desencadenaron una ola de violencia contra los africanos nativos.
En el núcleo de la cuestión es apuntada la desmedida ambición del Gobernador general Carlos Gorgulho, que se lanzó en un vasto programa de construcciones y mejoras públicas, recurriendo a redadas constantes en las poblaciones nativas con el fin de recabar mano de obra barata o gratuita. El gobernador y su grupo pasaron a forjar la historia de una conspiración de africanos contra los portugueses, que desencadenó la violenta represión de febrero de 1953, en que perecieron más de un millar de personas.
En los autos de "confesión" de los presos, obtenidos por las fuerzas de seguridad coloniales, figuraba el nombre del ingeniero agrónomo Salustino de la Gracia del Espíritu Santo como "(…) jefe de la revolución, su instigador, su preparador y futuro Rey de la Isla".
Se destacó aún la actuación del abogado portugués, Dr. Manuel João de Palma Carlos, defensor de los nativos en Santo Tomé, que fue crucial para poner fin a la matanza.